# قره‌چای حاج‌علی
قره‌چای حاج‌علی یکی از روستاهای استان آذربایجان شرقی است که در دهستان سهندآباد بخش تیکمه‌داش شهرستان بستان‌آباد واقع شده‌است.این روستا ۵۰۸ نفر جمعیت دارد.